# Francesco Rasi
Francesco Rasi (né le 14 mai 1574 à Arezzo, Toscane - mort le 30 novembre 1621) était un compositeur, chanteur d'opéra, claveciniste, joueur de chitarrone et poète italien.

## Biographie
Francesco Rasi fut l'élève de Giulio Caccini. Il se lie à Carlo Gesualdo et se produit à Ferrare, Venise et Naples. 
En 1598, il entre au service du duc de Mantoue. Deux ans plus tard, avec l'autorisation du duc, il se produit à Rome et interprète à Florence le célèbre opéra Euridice (rôle d'Aminta) de Jacopo Peri et le Rappimento di Cefalo de Caccini, à l'occasion des fêtes de mariage de Henri IV (roi de France) et Marie de Médicis. En 1607, à la cour de Mantoue, il sera l'interprète d'Orfeo dans l'opéra éponyme de Monteverdi.
En 1608, il chante dans la Dafne de Marco da Gagliano aux côtés de Caterina Martinelli. Puis sa carrière de compositeur prend le pas sur celle de chanteur. Il compose notamment des madrigaux à une seule voix, des motets et une pastorale Cibele ed Ati.